# Mulyorejo (Sunggal)
Mulyorejo is een bestuurslaag in het regentschap Deli Serdang van de provincie Noord-Sumatra, Indonesië. Mulyorejo telt 32.093 inwoners (volkstelling 2010).